# Euphthiracarus dubius
Euphthiracarus dubius är en kvalsterart som först beskrevs av Wojciech Niedbała och Schatz 1996.  Euphthiracarus dubius ingår i släktet Euphthiracarus och familjen Euphthiracaridae. Inga underarter finns listade i Catalogue of Life.